# Patek Philippe Museum
Das Patek Philippe Museum ist ein Uhrenmuseum in Genf in der Schweiz. Es wurde im November 2001 eröffnet und umfasst rund 3000 Exponate, darunter Uhren, Automaten, kostbare Kunstgegenstände und Miniaturporträts auf Emaillen aus fünf Jahrhunderten von Genfer, Schweizer und europäischer Uhrmacherkunst. Darüber hinaus bietet das Museum einen vollständigen Überblick über die Uhrenproduktion von Patek Philippe seit 1839 sowie eine Bibliothek mit mehr als 8000 Werken zum Thema Zeitmessung.

## Geschichte
Das Patek Philippe Museum geht auf eine Initiative von Philippe Stern (* 1938 in Genf) zurück, dem Präsidenten der Genfer Uhrenmanufaktur Patek Philippe von 1977 bis 2009. Von 1999 bis 2001 wurde eine vollständige Restaurierung des Gebäudes durchgeführt, wobei eine zusätzliche Etage errichtet wurde. Seit November 2001 werden die Sammlungen des Patek Philippe Museums der Öffentlichkeit präsentiert.

## Gebäude
Das Patek Philippe Museum ist in einem Industriegebäude aus den Jahren 1919/20 untergebracht. Das von William Henssler (1875–1951) am Rande der Plaine de Plainpalais errichtete Gebäude diente zunächst seinem ersten Besitzer, der Firma Heller & Son, als Uhren- und Goldschmiedewerkstatt, bevor es von der Firma Ponti & Gennari gekauft und von 1967 bis 1977 von Piaget genutzt wurde. Danach wurde es von der Firma Ateliers Réunis SA erworben, einer Fabrik für Uhrenarmbänder und -gehäuse, die zu Patek Philippe gehörte. Dort wurden Uhrengehäuse, Armbänder und Halsketten hergestellt. Nach dem Umzug dieser Ateliers in den neuen Manufakturkomplex in Plan-les-Ouates im Jahr 1996 stand das Gebäude leer.
In der Folge beschloss Philippe Stern, seine Kollektion zukünftig an diesem Ort zu präsentieren. Die Inneneinrichtung übernahm seine Frau Gerdi Stern.

## Museum
Das Patek Philippe Museum ist nicht nur der Marke Patek Philippe gewidmet. Es zeigt das uhrmacherische Erbe aus fünf Jahrhunderten. Zudem werden Beispiele aller dekorativen Künste präsentiert, die traditionell eng mit der Uhrmacherei verbunden sind. Dazu zählen Techniken der Gravur, Emaille, des Edelsteinbesatzes sowie der Guillochierung.
Die Sammlungen des Museums gliedern sich in zwei Bereiche: die Sammlung alter Uhren und die Patek-Philippe-Sammlung. Die Sammlung alter Uhren präsentiert eine Auswahl an Uhren aus Genf, der Schweiz und ganz Europa sowie kunstvolle Emailobjekte, die zwischen dem 16. und dem frühen 19. Jahrhundert entstanden sind. Die Sammlung Patek Philippe (von 1839 bis heute) zeigt eine repräsentative Auswahl von Zeitmessern, welche die Firma seit ihrer Gründung im Jahr 1839 entworfen und hergestellt hat.
Das Patek Philippe Museum lädt zu einem Rundgang auf vier Etagen ein, welcher im Hochparterre beginnt und vom dritten über das zweite bis zum ersten Stockwerk führt. Im Hochparterre befindet sich die Sammlung von Arbeitstischen (établis), alten Werkzeugen sowie einer Restaurierungswerkstatt. In der dritten Etage sind das historische Archiv von Patek Philippe, eine Bibliothek sowie eine Sammlung von Porträts und Tabakdosen, die in Miniatur auf Emaille gemalt sind, ausgestellt.
Die zweite Etage präsentiert eine Sammlung aller Uhren vom 16. bis zur Mitte des 19. Jahrhunderts. Die erste Etage zeigt Uhren von Patek Philippe aus den Jahren 1839 bis zum Jahr 2000.